# ジキン

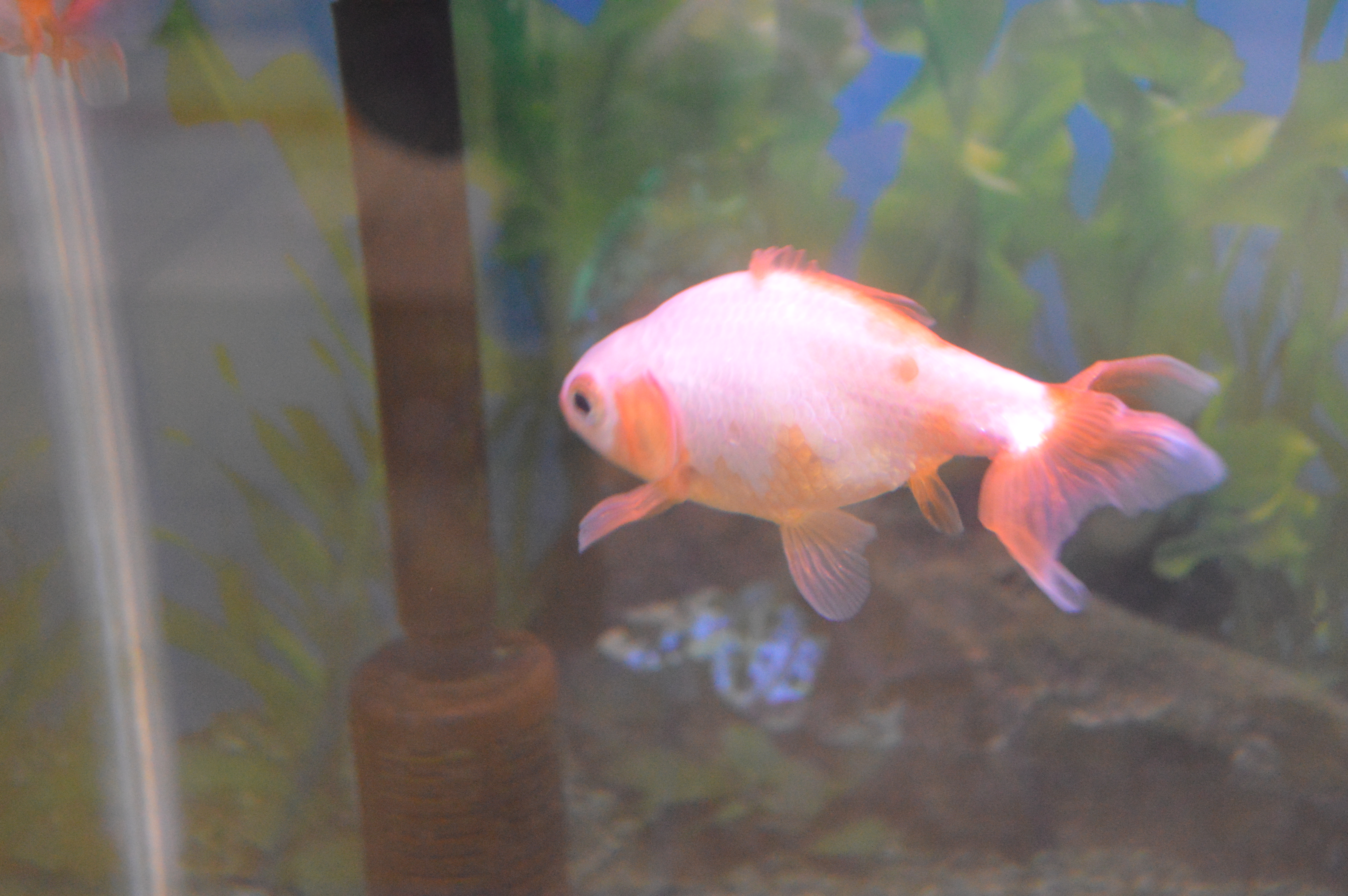
ジキン

ジキン（地金）は、キンギョの一品種。ワキンの突然変異により、孔雀尾と呼ばれるX状に開いた尾が特徴的な品種。

## 概要
本種は日本で最初に作られた品種とされている。
六鱗（ロクリン）とも呼ばれ、美しい体色を引き出すために人為的に鱗を剥いだり薬品を塗布するなどの方法で調色が行われる。ワキン系の品種ではあるが、体質は弱く、飼育は非常に難しいため、市場に出回ることは少ない。三河地方ではずんぐりとした体型で、尾張地方では笹葉のような長手の個体が多い。また、愛知県では1958年に県の天然記念物に指定されている歴史の古い金魚である。透明鱗を持つものを桜六鱗(または,藤六鱗)と呼ばれるが、市場に出回ることが非常に少なく、入手はかなり困難である。

## 歴史
愛知県の名古屋を中心に飼育されている古い歴史を持つ金魚で、尾張藩士天野周防守によって作出されたと言われている。

## 特徴
名古屋城の金の鯱に尾びれが似ていることから「鯱」、また、美しい模様から「六鱗」、「孔雀」、「地王」などの名がある。「孔雀」の名は、この品種の特徴的な尾びれの型（孔雀尾）から、「六鱗」の名は、その体色からである。また、海外では尾びれの形がアゲハチョウを連想させる事から、「バタフライテイル（Butterfly tail）」の英名が付けられている。

## 人工着色
六鱗模様は楫鰭以外の鰭と口の周りを色変わりが始まった時に行い、調色をする。指の爪、ヘラ等で鱗を剥ぐ事が多く、個体に負担を掛けぬよう数回に分けて行う。また、薬品の塗布は酢酸等を用いて行い、個体に対する負担は少ない。色を調色できない個体は「紅孔雀」と呼ばれ、下品とされる。

## 飼育
青水による飼育で育てることに依り個体の色は映える。他の調色をしない金魚と同様な飼育をすると胸鰭、腹鰭、尻鰭が白くなり、その美しさを失う。ワキン系の金魚では短命の部類であり、他の金魚との混泳は向かない。